# Кузнецов, Дмитрий Андреевич (гребец)
Дмитрий Андреевич Кузнецов (род. 2 июля 1990) — российский спортсмен (академическая гребля).

## Биография
Тренировался П. К. Чернова. На молодёжном чемпионате мира 2012 года в гонках восьмёрок был девятым.
На чемпионате Европы 2014 года стал вице-чемпионом Европы. На чемпионате Европы 2015 года был бронзовым призёром.